# Norvalin
Norvalin ist eine nichtproteinogene α-Aminosäure. Strukturell leitet sich L-Norvalin durch Substitution des α-Wasserstoffatoms durch eine Aminogruppe (–NH2) von der Valeriansäure ab. L-Valin und L-Isovalin sind Konstitutionsisomere des L-Norvalins.
Durch Decarboxylierung von Norvalin entsteht n-Butylamin. Dessen Trivialname Norvalamin weist auf diese Reaktion hin.

## Anwendung
L-Norvalin hemmt das Enzym Arginase, so dass es zur Erhöhung der Arginin-Konzentration kommt. Norvalin kann anstelle von L-Leucin in Proteine eingebaut werden.